# منير مراد
منير مراد (13 يناير 1922 - 17 أكتوبر 1981)، ممثل وملحن ومغن مصري ولد في أسرة مصرية يهودية، ولكنه اعتنق الإسلام لاحقًا، وهو شقيق الفنانة ليلى مراد. تميز في مجال التلحين للأغنيات الخفيفة والمرحة، وكون أكثر من دويتو مع كل من الفنانة شادية، والفنان عبد الحليم حافظ. قام في بداية حياته ببطولة عدد من الأفلام السينمائية، كان أشهرها «نهارك سعيد».

## حياته وبدايته الفنية
ولد موريس زكي إبراهيم مراد مردخاي ، واشتهر باسم منير مراد ـ في القاهرة، مصر، والده زكي مراد، ملحن اشتهر في أوائل القرن العشرين، ووالدته جميلة روشو، يهودية مصرية وهي ابنة متعهد الحفلات إبراهيم روشو ، وحين بدأ يكبر وجد أن أخته الكبيرة الفنانة ليلى مراد قد بدأت في الغناء بالإذاعة المصرية في أول ظهورها، وفي عام 1939 ترك منير مراد الكلية الفرنسية ثم خرج بعدها ليعمل أعمال بسيطة إلى أن دخل مجال السينما كعامل كلاكيت ثم بدأ في العمل كمساعد مخرج مع كمال سليم في 24 فيلم في فترة الأربعينيات.

## بدايته بالتلحين
إتجه منير مراد في بدايته للتلحين على موسيقى الجاز التي كانت رائجة وقتها في الغرب ولكنه واجه صعوبات في الترويج لها وإقناع المنتجين بها إلى أن كانت بدايته الحقيقية بأغنية «واحد.. اتنين» لشادية والتي فتحت أمامه الطريق أمام المطربين ومنتجي الأفلام ليسندوا إليه تلحين العديد من الأغاني ، وكان منير مراد رائدا من رواد الموسيقى الراقصة والاستعراضية في مصر حيث وضع أشهر موسيقى الرقصات والاستعراضات التي كانت تؤديها تحية كاريوكا وسامية جمال ونعيمة عاكف. وكان ارتباط صوت شادية بألحان منير مراد علامة مضيئة في تاريخ الموسيقى المصرية حيث قام على مدى سنوات بتلحين عدة أغاني لها أصبحت من كلاسيكيات الأغاني الرومانسية في مصر بالإضافة للأغاني التي لحنها لعبد الحليم حافظ والتي كانت بمثابة جزء خاص من تجربته هذا بجانب الدويتوهات التي لحنها لعبد الحليم وشادية ، وقد قدم منير مراد ألحاناً أخرى لعدد من الأصوات الواعدة في مصر وبعض البلدان العربية مخططًا لنفسه ذلك الأسلوب المتميز الذي يتسم بالإيقاع السريع المتلاحق.

## التمثيل
كما عُرف منير مراد أيضا كممثل قام بتمثيل ثلاثة أفلام سينمائية والغناء فيهم لمجموعة من الأغاني قدم فيهم رؤيته عن المزج بين موسيقى الجاز والموسيقى الشرقية ، ومثل دور البطولة في فيلمين هما (أنا وحبيبي) 1953 أمام « شادية »، و (نهارك سعيد) 1955 وفي العام نفسه قام بدور صغير في فيلم (موعد مع إبليس) أمام زكي رستم ومحمود المليجي ثم مرت تسع سنوات كاملة إلى أن طلب منه صديقه «حسن الصيفي» أن يقدم استعراضا في فيلمه الذي أخرجه عام 1964 وكان بعنوان بنت الحتة. ولمنير مراد 3000 لحن كما أنه كان مساعد مخرج في 150 فيلما.

## حياته الشخصية

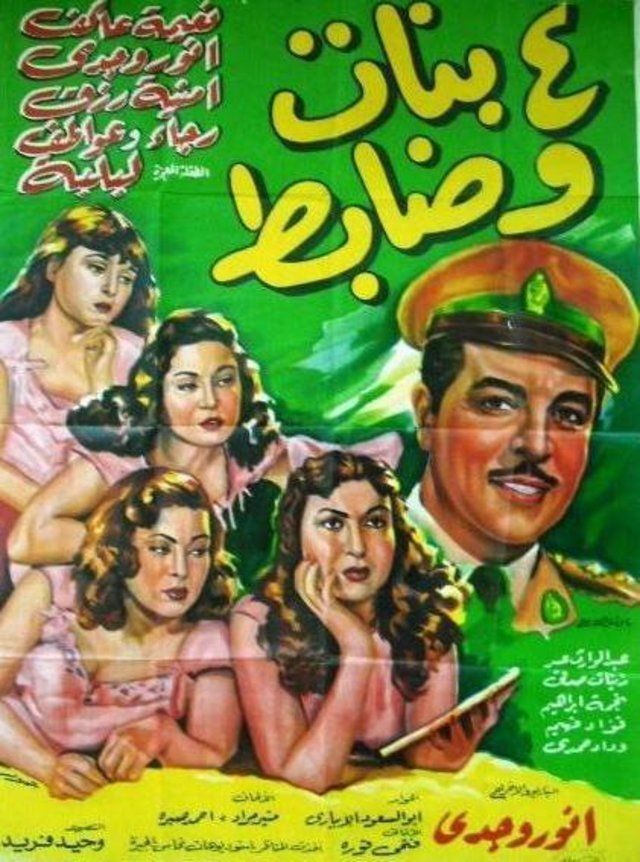
أربع بنات وضابط 1954

تزوج منير مراد ثلاث مرات، الأولى من فتاة يهودية إيطالية، أنجب منها ابنه الوحيد «زكي»، ثم تزوج الفنانة سهير البابلي لفترة تجاوزت الـ 9 سنوات ما بين عامي 1958 و 1967 وخلال هذه السنة أشهر إسلامه وترك الديانة اليهودية ، وتعد «سهير البابلي» الحب الحقيقي في حياته، ثم تزوج للمرة الثالثة من «ميرفت حسني شريف»، الأخت غير الشقيقة للفنان تامر حسني، واستمر ذلك الزواج حتى وفاته في 17 أكتوبر 1981.

## أهم الألحان لمنير مراد على مدى أكثر من عشرين سنة
1. إن راح منك يا عين.لشادية
2. ألو ألو. لشادية
3. أوعى تسيبني. لشادية
4. اسم الله عليك. لشادية
5. الدنيا مالها.لشادية
6. تعالي أقولك.لشادية
7. حاجة غريبة.لشادية
8. دور عليه.لشادية
9. سوق علي مهلك" لشادية
10. شبك حبيبي.لشادية
11. ما اقدرش أحب إتنين.لشادية
12. يا سارق من عيني النوم.لشادية
13. يا دبلة الخطوبة.لشادية
14. لسانك حصانك. لشادية
15. يا دنيا زوقوكي.لشادية
16. وعد ومكتوب.لشادية
17. منايا أغني.لشادية
18. يا حبيبي عود لي تاني.لشادية
19. مش قلت لك يا قلبي.لشادية
20. شغلوني عيونك.فايزة أحمد
21. يعني وبعدين" لنجاح سلام
22. آه من الصبر" لشريفة فاضل
23. غلاب الهوى" لمها صبري
24. قسمة ونصيب" لهاني شاكر
25. من يوميها" لوردة الجزائرية
26. أنا أحبك" لعايدة الشاعر
27. إبعد عن الحب" لعادل مأمون
28. شفت الحب" لمحرم فؤاد
29. مرجيحة الحب" لليلى جمال
30. كعب الغزال" لمحمد رشدي
31. إبعد يا حب" لعفاف راضي
32. اللي اتمنيته لقيته. لصباح
33. رمضان. لفؤاد المهندس
34. أبو شامة اسكندراني" لطروب
35. تعال أقول لك.عبد الحليم
36. حاجة غريبة.عبد الحليم
37. إحنا كنا فين.عبد الحليم
38. ضحك ولعب.عبد الحليم
39. وحياة قلبي وأفراحه. عبد الحليم
40. بكرة وبعده. عبد الحليم
41. بأمر الحب. عبد الحليم
42. بحلم بيك. عبد الحليم
43. قاضي البلاج. عبد الحليم
44. أول مرة تحب يا قلبي.عبد الحليم

## وفاته
توفي منير مراد في 17 أكتوبر 1981 عن عُمر يناهر 59 عامًا بعد أن داهمته أزمة قلبية مفاجئة.

## وصلات خارجية
- منير مراد على موقع IMDb (الإنجليزية)
- منير مراد على موقع ميوزك برينز (الإنجليزية)
- منير مراد على موقع ديسكوغز (الإنجليزية)
- منير مراد على موقع قاعدة بيانات الفيلم (الإنجليزية)